# Palmiarnia

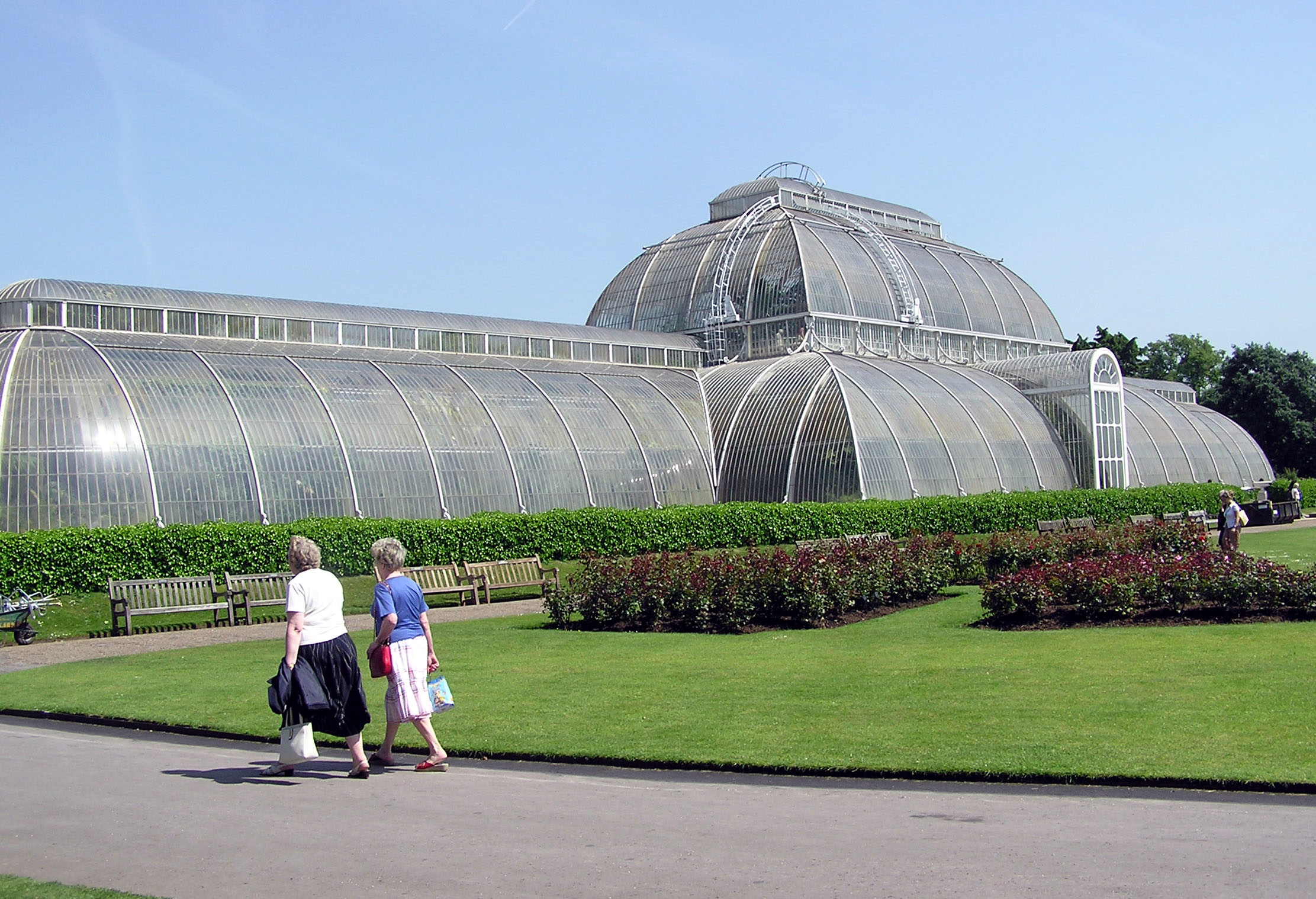
Palmiarnia w Kew Gardens w Londynie

Palmiarnia – rodzaj wysokiej szklarni przystosowanej do uprawy i eksponowania w strefie klimatu umiarkowanego palm. W szerszym znaczeniu określa się tym mianem wszelkie duże szklarnie, w których uprawiane są i eksponowane rośliny osiągające duże rozmiary i pochodzące z krajów tropikalnych. Palmiarnie budowane są w ogrodach botanicznych, w parkach, dawniej także w parkach przypałacowych, a mogą być także samodzielnymi jednostkami budowanymi i zarządzanymi przez miasta.

## Palmiarnie w Polsce
- Palmiarnia w Łazienkach Królewskich w Warszawie
- Palmiarnia Miejska w Gliwicach
- Palmiarnia w Wałbrzychu
- Palmiarnia Łódzka
- Palmiarnia Poznańska
- Palmiarnia Zielonogórska
- Palmiarnia Parku Oliwskiego
- Palmiarnia Gnieźnieńska
- Oranżeria w Przelewicach (przy Ogrodzie Dendrologicznym)
- Palmiarnia w ogrodzie botanicznym UJ w Krakowie
- Egzotarium w Sosnowcu